# 日本の宇宙飛行士の一覧
以下は宇宙飛行に参加している日本の宇宙飛行士のリストである。 データは2018年11月20日現在のものである。
宇宙飛行士リスト12人のうち、2人が女性、4人が船外活動の経験あり、 5人がキャリアを完了、7人（色付き）が現在活動中の飛行士である。
過去3回、2人の日本人が宇宙へ同時に居た事がある。
- 2010年4月5日から2010年4月20日まで 野口聡一と山崎直子
- 2021年4月23日から2021年5月2日まで 野口聡一と星出彰彦
- 2021年12月8日から2021年12月20日まで 前澤友作と平野陽三

| 位 | 名前                                | 写真 | ミッション（日付） | 宇宙打ち上げ | 合計期間        | 船外活動の量 | 合計期間   | ノート |
| -- | ----------------------------------- | ---- | --- | ------------ | --------------- | ------------ | ---------- | --- |
| 1  | 秋山 豊寛 （1942年7月22日生まれ）   |      | ソユーズTM-11、1990年12月2日-1990年12月10日 | 1            | 07日21時間54分  | 0            | 0          | 1. 宇宙で最初のジャーナリスト、 2. 日本人初の宇宙飛行士、 3. 商業宇宙飛行の最初の民間人、 4. 宇宙飛行士研究員、 5. 京都造形芸術大学教授。           |
| 2  | 毛利 衛 （1948年1月29日生まれ）     |      | エンデバー STS-47、1992年9月12日-1992年9月20日エンデバー STS-99、2000年2月11日-2000年2月22日 | 2            | 19日04時間08分  | 0            | 0          | 1. 日本国籍保有者として初めてスペースシャトル計画に加わった宇宙飛行士、 2. 化学の理学博士、 3. ペイロードスペシャリスト、 4. 飛行のスペシャリスト。 |
| 3  | 向井 千秋 （1952年5月6日生まれ）    |      | コロンビア STS-65、1994年7月8日-1994年7月23日ディスカバリー STS-95、1998年10月29日-1998年11月7日 | 2            | 23日15時間39分  | 0            | 0          | 1. 日本初の女性宇宙飛行士、 2. 心臓外科医、 3. ペイロードのスペシャリスト。                                                                         |
| 4  | 若田 光一 （1963年8月1日生まれ）    |      | エンデバー STS-72、1996年1月11日-1996年1月20日 ディスカバリー STS-92、2000年10月11日-2000年10月24日 ディスカバリー STS-119、ISS-18、19、20、エンデバー STS-127、2009年3月15日-2009年7月31日 Soyuz TMA-11M、ISS-38、39、2013年11月7日-2014年5月14日 | 4            | 347日08時間30分 | 0            | 0          | 1. フライトスペシャリスト、 2. 航空機関士、 3. ISS-39の司令官。                                                                                     |
| 5  | 土井 隆雄 （1954年9月18日生まれ）   |      | コロンビア STS-87、1997年11月19日-1997年12月5日エンデバー STS-123、2008年3月11日-2008年3月25日 | 2            | 31日10時間45分  | 2            | 12時間42分 | 1. 理学博士 2. 航空宇宙工学 3. 天文学の医者; 4. 飛行のスペシャリスト。                                                                              |
| 6  | 野口 聡一 （1965年4月15日生まれ）   |      | ディスカバリー STS-114、2005年7月26日-2005年8月9日ソユーズTMA-17、ISS-22、23、2009年12月20日-2010年6月2日、クルードラゴン・レジリエンス、SpaceX Crew-1、ISS-64、ISS-65、2020年11月15日-2021年5月2日                                                | 3            | 344日9時間34分  | 3            | 20時間05分 | 1. 航空エンジニア、 2. フライトスペシャリスト、 3. 航空機関士。                                                                                     |
| 7  | 星出 彰彦 （1968年12月28日生まれ）  |      | ディスカバリー STS-124、2008年5月31日-2008年6月14日Soyuz TMA-05M、ISS-32、33、2012年7月15日-2012年11月19日、クルードラゴン・エンデバー、SpaceX Crew-2、ISS-65、ISS-66、2021年4月23日-2021年11月9日                                                 | 3            | 340日11時間41分 | 3            | 21時間03分 | 1. フライトスペシャリスト、 2. 航空機関士。 |
| 8  | 山崎 直子 （1970年12月27日生まれ）  |      | ディスカバリー STS-131、2010年4月5日-2010年4月20日 | 1            | 15日02時間47分  | 0            | 0          | 1. 航空エンジニア、 2. 飛行のスペシャリスト。 |
| 9  | 古川 聡 （1964年4月4日生まれ）      |      | Soyuz TMA-02M、ISS-28、29、2011年7月7日-2011年11月22日 | 1            | 167日06時間12分 | 0            | 0          | 1. 外科医、 2. 航空機関士。 |
| 10 | 油井 亀美也 （1970年1月30日生まれ） |      | Soyuz TMA-17M、ISS-44、45、2015年7月22日-2015年12月11日 | 1            | 141日16時間09分 | 0            | 0          | 1. 航空自衛隊大佐、 2. 航空機関士。 |
| 11 | 大西 卓哉 （1975年12月22日生まれ）  |      | Soyuz MS-01、ISS-48、ISS49、2016年7月7日-2016年10月30日 | 1            | 115日02時間21分 | 0            | 0          | 1. フライトエンジニア。 |
| 12 | 金井 宣茂 （1976年12月5日生まれ）   |      | Soyuz MS-07、ISS-54、55、2017年12月17日-2018年6月3日 | 1            | 168日05時間18分 | 1            | 5時間57分  | 1. 医師、 2. 航空機関士。 |